# 多花偃卧繁缕
多花偃卧繁缕（学名：Stellaria decumbens var. polyantha）为石竹科繁缕属下的一个变种。